# Regalium
Regalium ook wel de Koninklijke Zalf genoemd, is een parfum die ontwikkeld is voor de koningen van Parthië.

## Geschiedenis
Plinius de Oudere maakt melding van regalium in zijn Naturalis Historia. Hij noemt het parfum een toppunt van luxe. Regalium bevat tal van ingrediënten zoals behenolie (afkomstig van de Moringa oleifera), costus, amomum, Syrische kaneel, kardemom, nardus, marum, mirre, kaneelschors, styrax, labdanum, balsem, Syrische kalmoes, wilde druif, kaneelblad, serichatum, cyperus, gember, panax, saffraan, gladiool, marjolein, lotus, honing en wijn.